# Amerikaanse reuzenijsvogel
De Amerikaanse reuzenijsvogel (Megaceryle torquata) is een vogel uit de familie van de ijsvogels (Alcedinidae). 

## Verspreiding en leefgebied
Deze soort komt voor van de zuidwestelijke Verenigde Staten tot Vuurland en telt drie ondersoorten:
- M. t. stictipennis: de Kleine Antillen.
- M. t. torquata: van Zuidelijk Texas tot noordelijk Argentinië, Isla Margarita en Trinidad.
- M. t. stellata: Chili en Argentinië.

## Status
De grootte van de populatie is niet gekwantificeerd maar de soort wordt omschreven als wijdverspreid en algemeen op sommige plaatsen. Op de Rode lijst van de IUCN heeft deze soort de status niet bedreigd.